# Televiziunea Română
TVR ou Televiziunea Română é uma estação televisiva pública da Roménia.
A TVR começou suas emissões em 1956.